# Amy Poehler

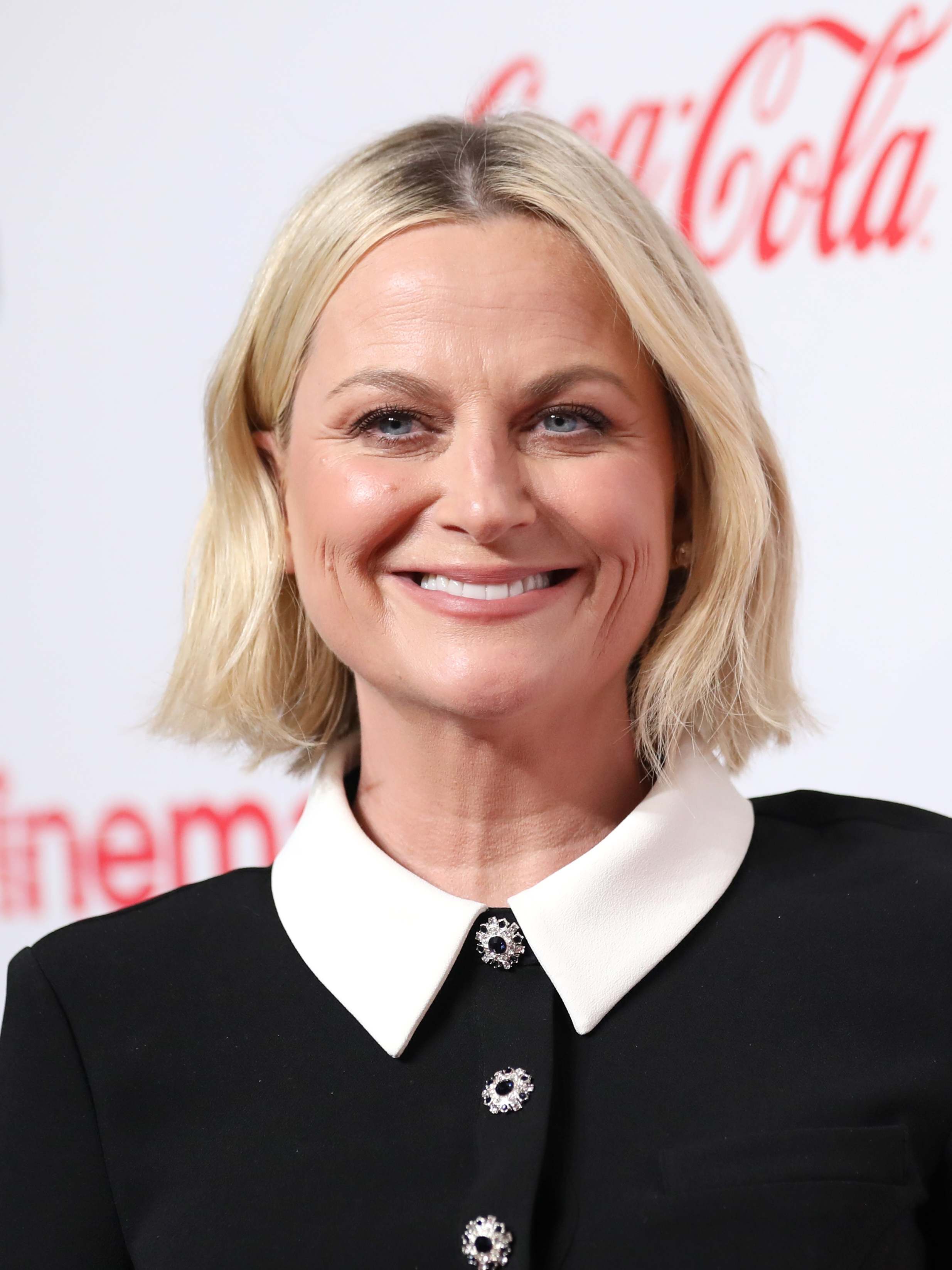
Amy Poehler (2024)

Amy Meredith Poehler [poʊlɚ] (* 16. September 1971 in Burlington, Massachusetts) ist eine US-amerikanische Schauspielerin, Filmproduzentin, Drehbuchautorin, Regisseurin, Synchronsprecherin und Comedienne.

## Leben und Karriere
Poehler studierte am Boston College, wo sie Mitglied der Comedy-Gruppe My Mother’s Flea Bag wurde. Im Jahr 1993 zog sie nach Chicago, wo sie gemeinsam mit der Gruppe The Second City auftrat. Sie debütierte in einer Sprechrolle in der Fernsehkomödie Escape from It’s a Wonderful Life (1996), für die sie auch das Drehbuch mitschrieb. In der Komödie Rent a Man – Ein Mann für gewisse Sekunden (1999) war sie an der Seite von Rob Schneider zu sehen.
Von 2001 bis 2008 trat Poehler in der Comedy-Show Saturday Night Live auf, wofür sie 2006 für den Prism Award nominiert wurde. Ein Jahr früher wurde sie für ihr Lebenswerk als Comedian für den Teen Choice Award nominiert. In der Komödie Baby Mama (2008) übernahm sie neben Tina Fey eine der Hauptrollen. 2009 startete die Serie Parks and Recreation, in der Poehler die Hauptrolle spielte. Die Serie endete 2015 nach 125 Episoden. Für ihre Leistung in Saturday Night Live erhielt sie im selben Jahr eine Emmy-Nominierung. 2014 erhielt sie einen Golden Globe Award für ihre Rolle in Parks and Recreation. Für ihren Gastauftritt bei Saturday Night Live am 19. Dezember 2015 wurde sie 2016 gemeinsam mit Tina Fey mit einem Emmy in der Kategorie „Beste Schauspielerin in einer Gastrolle“ ausgezeichnet.
Seit 2012 führt Poehler bei Film und Fernsehen Regie. Zuletzt inszenierte sie die Kinofilme Wine Country (2019) und Moxie. Zeit, zurückzuschlagen (2021).
Poehler ist die ältere Schwester des Schauspielers und Comedians Greg Poehler und war ab 2003 mit Schauspielkollege Will Arnett verheiratet. 
Das Paar hat zwei Söhne. Im September 2012 gab das Paar seine Trennung bekannt.
Am 23. März 2016 wurde ein Asteroid nach ihr benannt: (264165) Poehler.
2017 wurde sie in die Academy of Motion Picture Arts and Sciences (AMPAS) aufgenommen, die jährlich die Oscars vergibt.

## Filmografie (Auswahl)
- 1996: Escape from It’s a Wonderful Life (Stimme)
- 1998: Saving Manhattan
- 1998–2000: Upright Citizens Brigade (Fernsehserie, 30 Folgen)
- 1999: Rent a Man – Ein Mann für gewisse Sekunden (Deuce Bigalow: Male Gigolo)
- 2000: Zoe Loses It (Kurzfilm)
- 2001: Wet Hot American Summer
- 2002: Martin & Orloff
- 2003: Shortcut to Happiness – Der Teufel steckt im Detail (The Devil and Daniel Webster)
- 2004: Girls Club – Vorsicht bissig! (Mean Girls)
- 2004: Neid (Envy)
- 2004: Wake Up, Ron Burgundy: The Lost Movie
- 2004–2005: Arrested Development (Fernsehserie, fünf Folgen)
- 2005, 2014: Die Simpsons (The Simpsons, zwei Folgen, Stimme von Jenda)
- 2006: Kings of Rock – Tenacious D (Tenacious D In The Pick Of Destiny)
- 2006: Southland Tales
- 2006: Man of the Year
- 2007: Die Eisprinzen (Blades of Glory)
- 2007: Mr. Woodcock
- 2007: Wild Girls Gone
- 2007: Dein Ex – Mein Albtraum (Fast Track)
- 2007: Shrek der Dritte (Shrek the Third, Stimme)
- 2008: Hamlet 2
- 2008: Horton hört ein Hu! (Horton Hears a Who!, Stimme)
- 2008: Baby Mama
- 2001–2008: Saturday Night Live (Fernsehserie)
- 2009: Alvin und die Chipmunks 2 (Stimme)
- 2009: Spring Breakdown
- 2009: Monsters vs. Aliens (Stimme des Computers)
- 2009–2015: Parks and Recreation (Fernsehserie, 125 Folgen)
- 2011: Alvin und die Chipmunks 3: Chipbruch (Alvin and the Chipmunks: Chipwrecked, Stimme)
- 2011: Das Rotkäppchen-Ultimatum (Hoodwinked Too! Hood VS. Evil, Stimme)
- 2012: Louie (Fernsehserie, Folge 3x13)
- 2012: 30 Rock (Fernsehserie, Folge 6x19)
- 2013: Anchorman – Die Legende kehrt zurück (Anchorman 2: The Legend Continues)
- 2013: Free Birds – Esst uns an einem anderen Tag (Free Birds, Stimme)
- 2013: Scheidungsschaden Inklusive (A.C.O.D.)
- 2014–2015: Welcome to Sweden (Fernsehserie, acht Folgen)
- 2014: Broad City (Fernsehserie, Folge 1x10)
- 2015: Alles steht Kopf (Inside Out, Stimme)
- 2015: A Very Murray Christmas
- 2015: Sisters
- 2015: Wet Hot American Summer: First Day Of Camp (Fernsehserie, sieben Folgen)
- 2017: Casino Undercover (The House)
- 2019: Wine Country (auch Regie)
- 2021: Moxie. Zeit, zurückzuschlagen (Moxie, Regie)
- 2024: Alles steht Kopf 2 (Inside Out 2, Stimme)